# Daphne Caruana Galizia
Daphne Anne Caruana Galizia, geboren als Daphne Anne Vella (Sliema, 26 augustus 1964 – Bidnija, 16 oktober 2017), was een Maltese journaliste, schrijfster, en anticorruptie-activiste, die verslag uitbracht over politieke gebeurtenissen in Malta.

## Onderzoeksjournalistiek werk
Daphne Caruana Galizia legde zich vooral toe op onderzoeksjournalistiek inzake regeringscorruptie, nepotisme, patronage, beschuldigingen van witwaspraktijken, de relaties tussen de Maltese online gokindustrie en de georganiseerde misdaad, paspoortzwendel, en geldtransfers van de regering van Azerbeidzjan. In 2016 en 2017 deed zij controversiële onthullingen van en verdenkingen op een aantal Maltese politici, naar aanleiding van het Panama Papers-schandaal. Haar kritiek betrof onder meer premier Joseph Muscat, lid van de sociaaldemocratische Malta Labour Party.
Caruana Galizia bouwde een nationale en internationale reputatie op met haar verslagen, die ze publiceerde op een blog, en als columniste voor de Times of Malta en The Malta Independent. Zij werd het mikpunt van intimidatie, bedreigingen en aanklachten, en werd minstens tweemaal gearresteerd.
Na haar dood werd haar onderzoekswerk voortgezet binnen The Daphne Project van de Organized Crime and Corruption Reporting Project (OCCRP), een NGO van onderzoeksjournalisten, die vanaf 17 april 2018 begon te publiceren.

## Moord
Op 16 oktober 2017 stierf Caruana Galizia door een aanslag met een autobom, niet ver van haar woonplaats Il-Bidnija. De aanval lokte plaatselijk en internationaal heel wat reacties uit. In december 2017 werden drie mannen gearresteerd in verband met de moord. Daarna was het lange tijd stil rondom het onderzoek, tot november 2019 toen taxichauffeur Melvin Theuma op het vliegveld werd gearresteerd met een grote hoeveelheid geld. Hij verklaarde als tussenpersoon betrokken te zijn geweest bij de bomaanslag en noemde namen. Daarop werd Yorgen Fenech opgepakt, een rijke Maltese zakenman die verdacht wordt van witwassen en goede contacten heeft in de politiek op Malta, gevolgd door de stafchef van premier Joseph Muscat, Keith Schembri. Volgens de krant Malta Today heeft Fenech 450.000 euro betaald om de journaliste te laten vermoorden. Schembri werd later vrijgelaten.
Eén van de drie mannen die worden verdacht van betrokkenheid bij de moord op Galizia, Vince Muscat, is in februari 2021 veroordeeld tot 15 jaar gevangenisstraf. Ook moet hij 42.000 euro betalen. De twee andere verdachten, de broers George en Alfred Degiorgio, hebben bekend dat ze de bom hebben geplaatst en allebei 40 jaar cel gekregen.

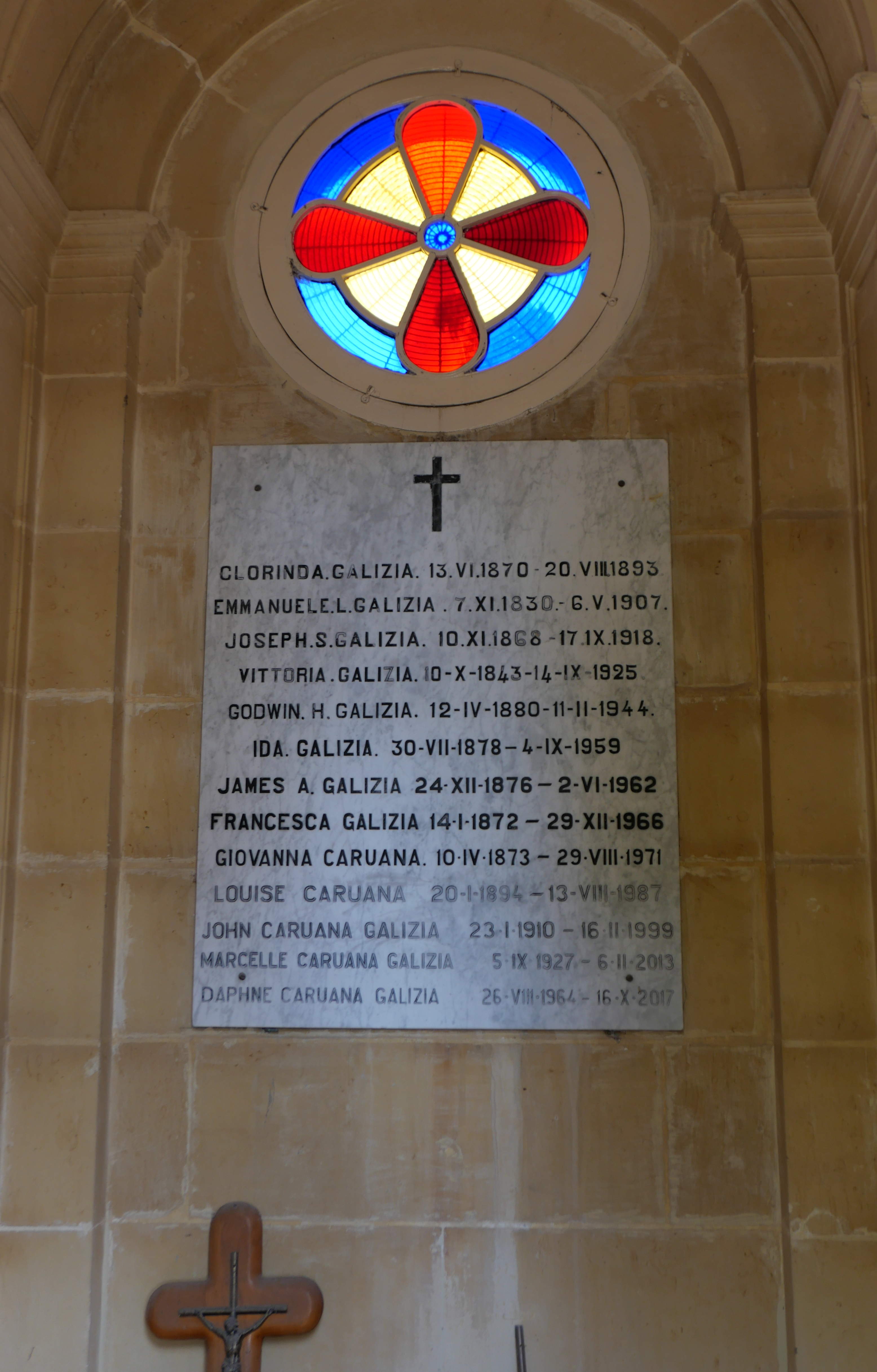
De grafsteen van Caruana Galizia in het familiegraf op de Santa Maria Addolorata-begraafplaats in Paola, de grootste begraafplaats van Malta.

Vince Muscat heeft tevens drie prominente figuren genoemd die volgens hem gelinkt kunnen worden aan de moord: Chris Cardona (voormalig minister 2013-2020), Keith Schembri en David Gatt (advocaat). Allen ontkennen enige betrokkenheid.
Op 5 juni 2025 werden twee Maltese mannen schuldig bevonden aan het leveren van explosieven voor de moord.

## Onderzoek door Raad van Europa
Tweede Kamerlid namens het CDA Pieter Omtzigt werd door de Raad van Europa benoemd tot bijzonder rapporteur in een onderzoek naar de moordzaak van Daphne Caruana Galizia. Hij ging na of het moordonderzoek in Malta wel eerlijk verliep. In een onderzoeksrapport constateerde hij dat zowel de rechtsstaat van Malta als het verloop van het moordonderzoek veel gebreken vertoonde. Er was sprake van belangenverstrengeling in topposities die ook premier Joseph Muscat betroffen, en van financiële malversaties. Manuel Mallia, de Maltese afgevaardigde in de Raad van Europa en partijgenoot van premier Joseph Muscat, wilde Omtzigt van het onderzoek af halen. De Maltese regering was teleurgesteld dat dit niet is gelukt.
De uitkomst van het onderzoek werd als eindrapport gepresenteerd in de centrale vergaderzaal van de Raad van Europa, in Straatsburg.
Op advies van Omtzigt werd in Malta zelf een onafhankelijk onderzoek ingesteld door twee rechters en een oud-rechter. In juli 2021 berichtten de eerste media over de conclusies van het onderzoek: 'De Maltese overheid heeft ernstige bedreigingen aan het adres van Caruana Galizia niet onderkend (...). Ook werd er niets ondernomen om haar te beschermen.' Het onderzoek zou tevens zeer kritisch zijn op de staat van de rechtsstaat in Malta. De regering van Malta heeft een staat van straffeloosheid gecreëerd waarin de moord kon plaatsvinden.

## Nederlandse reactie
Het bestuur van de Culturele Hoofdstad Leeuwarden-Friesland 2018 verbrak in april 2018 de relaties met het bestuur van het zusterproject in Malta, Valetta2018. Zij deden dit in navolging van Ulrich Fuchs, die als jurylid had meegestemd welke steden Culturele Hoofdstad van Europa zouden worden. Politieke uitspraken over Caruana Galiza en haar medestanders, geuit door de voorzitter van de raad van toezicht van Valletta2018 Jason Micallef, zetten hem daartoe aan. Micallef is ertegen om een monument voor Caruana Galiza op te richten en liet kritische spandoeken verwijderen.
Tijdens de Culturele Hoofdstad Leeuwarden-Friesland 2018 heeft provinciedichter van Friesland, Eeltsje Hettinga uit Leeuwarden, een gedicht geschreven naar aanleiding van de moordaanslag. Pieter Omtzigt had de organisatie van de Nederlandse Culturele Hoofdstad aangespoord om meer van zich te laten horen over de kwestie.

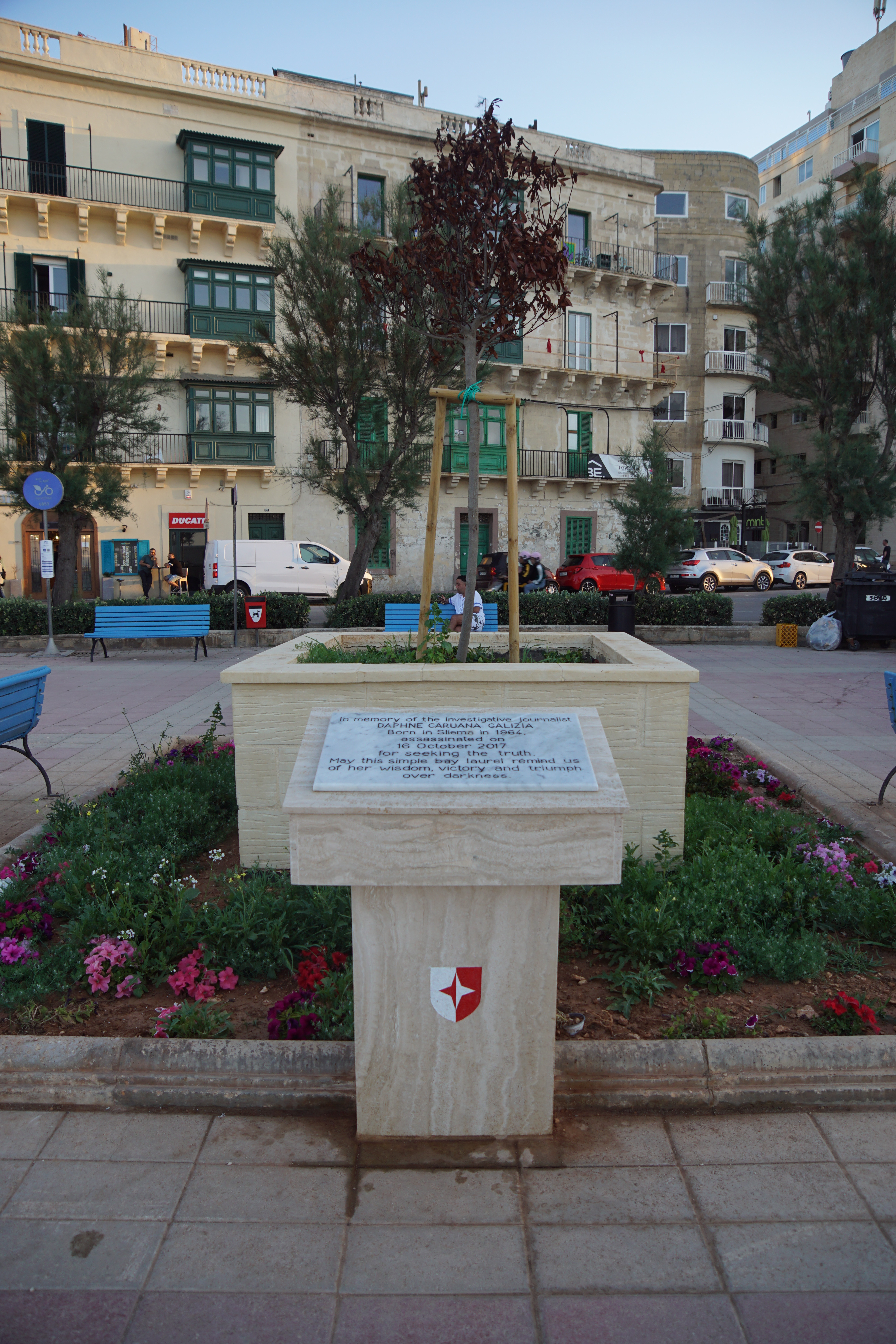
In 2022 werd in haar geboorteplaats een herdenkingsmonument voor haar opgericht.

## Erkenning
Op 2 mei 2018 ontving Galizia postuum de Difference Day Honorary Title for Freedom of Expression-prijs van de Brusselse universiteiten VUB en ULB, uitgereikt naar aanleiding van de Internationale Dag van de Persvrijheid op 3 mei. Andrew Caruana Galizia, een van Galizia’s drie zoons, nam de prijs in ontvangst.
In oktober 2020 kondigde het Europees Parlement aan een nieuwe, jaarlijkse journalistieke prijs naar haar te noemen.
In 2021 werd deze prijs voor het eerste uitgereikt. De winnaars waren de journalisten van het Pegasus Project. In 2022 kregen Clément Di Roma en Carol Valade de prijs voor hun documentaire The Central African Republic under Russian influence.